# Tomisław Tajner
Pour les articles homonymes, voir Tajner.
Tomisław Tajner (né le 14 mai 1983) est un sauteur à ski polonais.

## Palmarès

### Jeux Olympiques
| Épreuve / Édition | Salt Lake City 2002 |
| Grand Tremplin    | 39e                 |
| Par Équipes       | 6e                  |

### Championnats du monde
| Épreuve / Édition | Val di Fiemme 2003 |
| Petit Tremplin    | 37e                |
| Grand Tremplin    | 36e                |
| Par Équipes       | 7e                 |

### Championnats du monde de vol à ski
| Épreuve / Édition | Harrachov 2002 |
| Individuel        | 33e            |

### Coupe du monde
- Meilleur classement final: 66e en 2003.
- Meilleur résultat: 24e.